# Tiszagyulaháza
Tiszagyulaháza is een plaats (község) en gemeente in het Hongaarse comitaat Hajdú-Bihar. Tiszagyulaháza telt 820 inwoners (2001).